# Missione di San Luis Obispo de Tolosa

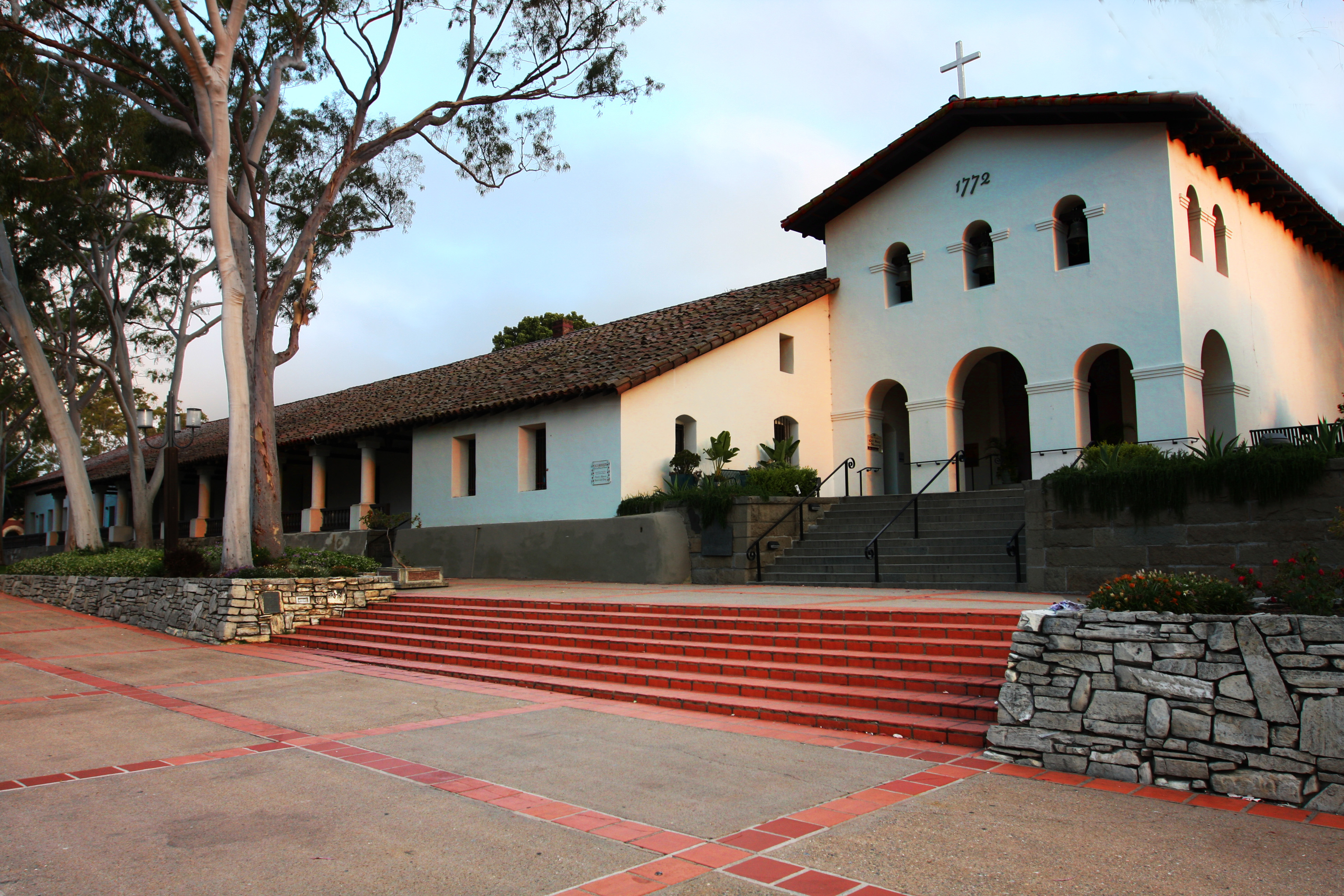
Missione San Luis Obispo de Tolosa nel 2011

La Missione di San Luis Obispo de Tolosa è una missione spagnola in California fondata nel 1772 da padre Junípero Serra nel luogo in cui ai nostri giorni sorge la cittadina di San Luis Obispo in California.
La missione prende il nome da Ludovico, vescovo di Tolosa, ed è l'omonimo della città di San Luis Obispo e della Contea di San Luis Obispo. La missione presenta un disegno inusuale nella combinazione tra il campanile ed il vestibolo non presenti nelle altre missioni della California.
La navata principale è corta e stretta come in altre missioni ma qui è presente una seconda navata avente le stesse dimensioni alla destra dell'altare. È questa infatti l'unica missione con forma a "L" fra tutte le missioni in California. Oggi l'edificio è una parrocchia della Diocesi di Monterey.